# Dunkelbier

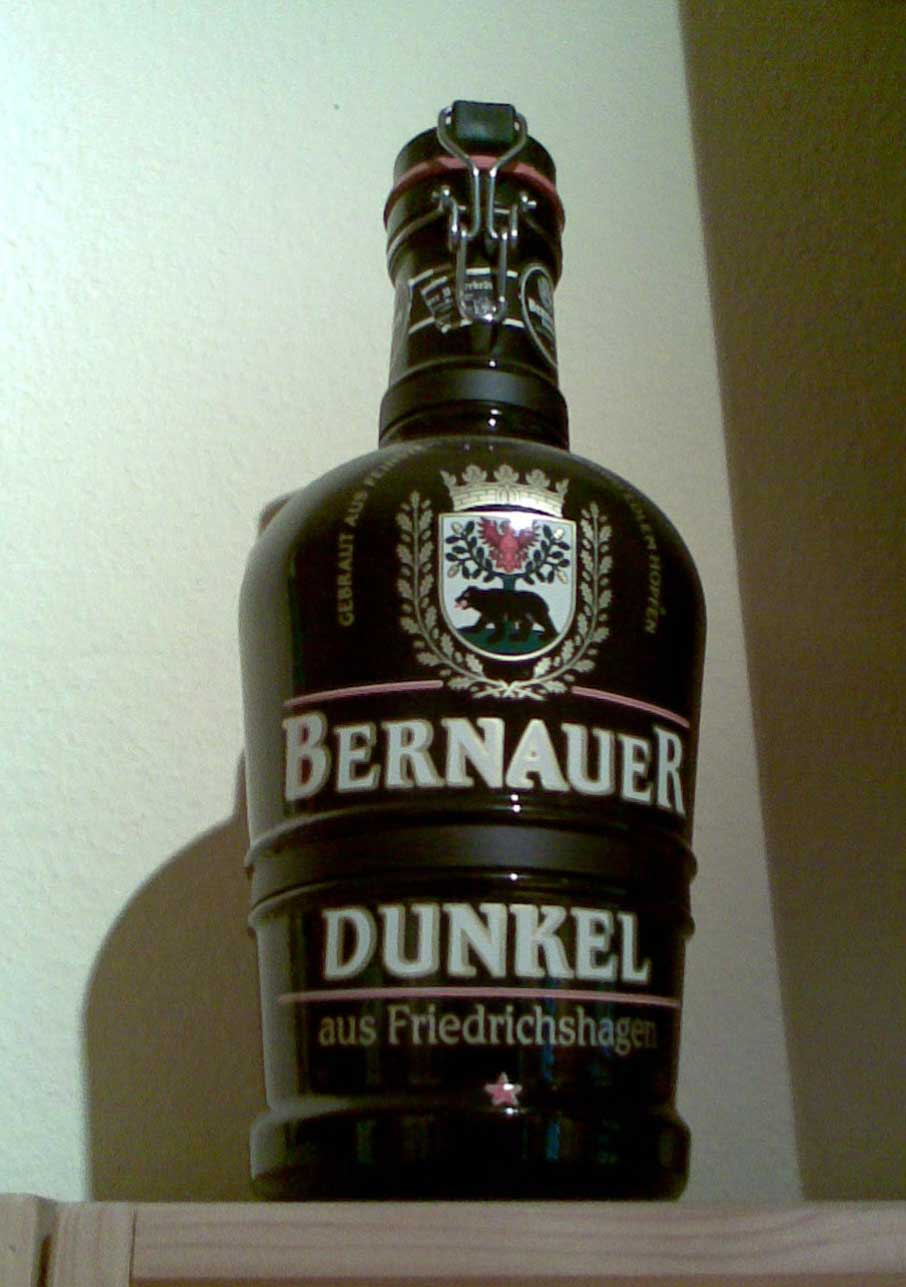
Bernauer Dunkel aus Friedrichshagen

Biere gibt es in unterschiedlichen Farbschattierungen von weißlich-gelb bis schwarz. Der Einfachheit halber wird oft grob zwischen hellen und dunklen Bieren unterschieden, wobei die Grenze zwischen dunkelgelb und hellbraun im Bereich der Bernsteinfarben liegt, aber nicht genau festliegt.

## Geschichte
Während das Reinheitsgebot u. a. die zulässigen Zutaten der Biere regelt, galt zudem ab 1553 das bayerische Sommerbrauverbot. Somit durften nur zwischen dem Michaelistag (29. September) und Georgi (23. April, Tag des Bieres) gebraut werden, um den Konsum von schlecht gewordenem Sommer-Bier zu verhindern. 
Durch die kühleren Temperaturen dieser Wintermonate wurde das Bier dann fast ausschließlich untergärig gebraut. Außerdem wurden Malze beim Darren und Trocknen fast immer verbrannt, da noch keine schonendere Darrtechnik erfunden war. Die Biere waren somit vor der Industrialisierung alle dunkel und rauchig, es gab kein helles Bier.

## Bierfarbe
Die dunkle Färbung des Bieres hängt weniger vom Malzgehalt und der Stammwürze ab, als vielmehr von der Farbkraft des verwendeten Malzes. Je nach Herstellungsverfahren beim Mälzen – insbesondere Dauer und Temperatur des Abdarrens bzw. des Röstens – nimmt das Malz unterschiedliche Farbtiefen an und führt so zu hellgelben bis tiefschwarzen Färbungen des fertigen Bieres. In Deutschland und Mitteleuropa wird die Farbstärke von Malz und Bier in der Einheit EBC gemessen. Ein norddeutsches Pilsner hat dabei in der Regel eine Farbstärke von etwa 3 EBC, während ein Münchner Dunkles eher im Bereich um die 40 EBC liegt und ein Schwarzbier oder ein Stout bereits bei weit über 100 EBC liegen kann.

## Biersorten

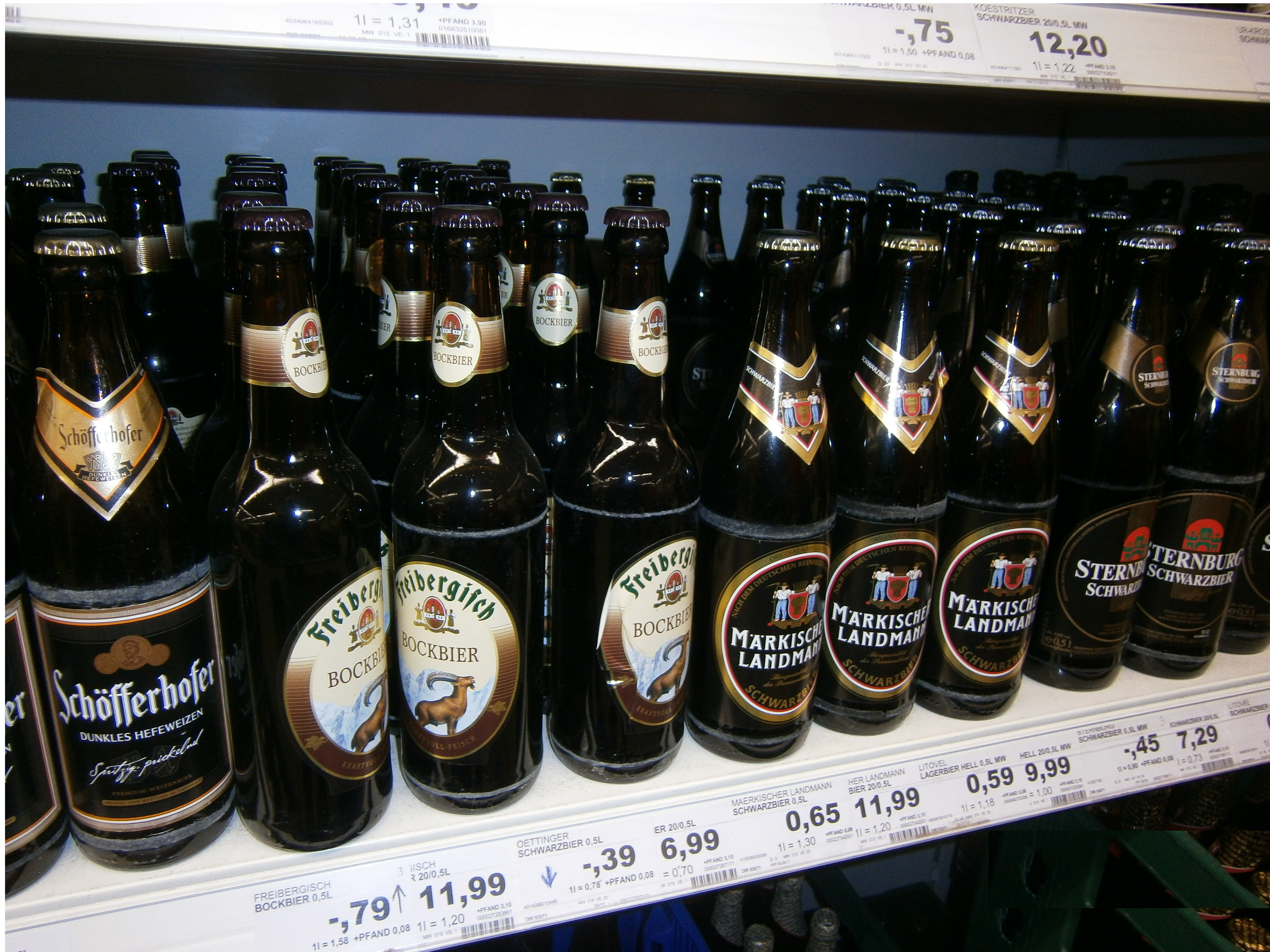
Dunkles Hefeweizen, Dunkles Bockbier, 2 Sorten Schwarzbier

Das Dunkle als Biersorte ist vor allem in Bayern ein untergäriges, braunes Bier mit einer Stammwürze zwischen 11 % und 13 % und einem Alkoholgehalt von 4,5 bis 6 %. Dabei gibt es keine scharfe Grenze zur Biersorte Export dunkel, sondern das gleiche Bier kann als „Dunkel“ oder „Export dunkel“ im Handel sein. Das „bayerische Dunkle“ wird nach der Münchner Brauart gebraut, ebenso wie das bayerische Helle.
In einigen Regionen Frankens, insbesondere der Fränkischen Schweiz, werden ebenfalls zu einem großen Teil dunkle, untergärige Biere gebraut.
In einigen Regionen wird das Dunkle auch Braunbier genannt.
Bekannte Sorten sind:
- Bockbier, dunkel
- Schwarzbier
- Hefeweizen, dunkel
- Malzbier

## Nachweise
1. ↑  Dunkle Biere. Abgerufen am 10. November 2024 (englisch).
2. ↑  www.bierland-oberfranken.de (Memento des Originals vom 19. Februar 2014 im Internet Archive)  Info: Der Archivlink wurde automatisch eingesetzt und noch nicht geprüft. Bitte prüfe Original- und Archivlink gemäß Anleitung und entferne dann diesen Hinweis.